# 토마스 쥐트호프
토마스 크리스티안 쥐트호프(독일어: Thomas Christian Südhof, 1955년 12월 22일 ~ )는 독일 출신의 미국 생화학자이다. 2013년 노벨 생리학상을 공동수상하였다.
신경세포가 뇌에서 서로 의사소통을 하는 방법에 흥미를 갖고, 셰크먼과 로스먼의 선행연구를 이어나간 쥐트호프는 칼슘 이온을 감지하여 소포의 접합을 매개하는 단백질을 찾았다. 이 단백질은 소포 안의 화물을 꺼내기 위하여 상자를 여는 역할을 했다. 쥐트호프 교수의 획기적인 발견으로 소포가 어떻게 명령에 따라 화물을 내려놓는지를 설명할 수 있게 되었다.